# Хоттенротт, Вольфганг
Вольфганг Хоттенротт (нем. Wolfgang Hottenrott, род. 13 июня 1940, Ганновер) — немецкий гребец, чемпион летних Олимпийских игр 1968 в составе восьмёрки, бронзовый призёр Игр 1964 года в двойках распашных без рулевого, чемпион Европы 1967 года, многократный чемпион Германии.

## Биография
Вольганг Хоттенротт родился в 1940 году в Ганновере. В 1964 году Хоттенротт впервые стал чемпионом Германии, выиграв вместе с Михаэлем Шваном соревнования в двойках распашных без рулевого, а также стали серебряными призёрами в двойках с рулевым, где вместе с Хоттенротом и Шваном выступал ещё и Норберт Крус. Благодаря этому успеху немецкая двойка получила право выступить на чемпионате Европы в зачёте двоек без рулевого, где стала серебряным призёром, уступив только гребцам из Нидерландов, а также место в составе объединённой германской команды для участия в летних Олимпийских играх в Токио.
В соревнованиях двоек распашных без рулевого Хоттенротт и Шван успешно преодолели предварительный раунд, выиграв свой заезд, и напрямую пробились в финал. В решающем заезде немецкая двойка стартовала в среднем темпе и к отметке в 500 метров уступала лидерам почти 4 секунды. К середине дистанции немцам удалось чуть сократить отрыв, но они по прежнему располагались на 4-й позиции. Вторую половину дистанции Хоттенротт и Шван прошли значительно быстрее, относительно сборной Великобритании, в результате чего немецким гребцам удалось подняться на третье место и стать обладателями бронзовых наград.
В 1965 году Хоттенротт и Шван смогли защитить титул чемпионов Германии в двойках, а также выиграли золото в составе четвёрки и бронзу в восьмёрках. Именно в зачёте четвёрок Хоттенрот выступил на домашнем чемпионате Европы в Дуйсбурге, и вновь стал серебряным призёром. С 1966 года Хоттенротт стал выступать за клуб DRC von 1884 Hannover. В 1966 и 1967 годах Хоттенротт дважды становился чемпионом страны в четвёрках. В зачёте восьмёрок Хоттенротт стал вторым в 1966 году и чемпионом в 1967 и 1968 годах. Также на счету немецкого гребца в 1967 году значится победа в восьмёрках на чемпионате Европы.
На летних Олимпийских играх 1968 года в Мехико Хоттенротт выступал в составе восьмёрки. Выиграв предварителный заезд немецкий экипаж пробился в главный финал. Решающий заезд прошёл в упорной борьбе между сборными ФРГ и Австралии. В итоге на финише первыми оказались немецкие гребцы, выигравшие у австралийцев 0,98 с. По итогам года немецкая восьмёрка была признана командой года в ФРГ. 27 ноября 1968 года Хоттенротт был награждён Серебряным лавровым листом.
Следующего успеха Хоттенротт добился лишь в 1971 году, когда вместе с Хайнцом Муссманом и Хайнцем Фарином стал серебряным призёром национального чемпионата в двойках с рулевым. В 1972 году немецкая двойка в этом же составе завоевала уже золотую медаль чемпионата Германии. Тем не менее на летних Олимпийских играх в Мюнхене Хоттенротт выступал в составе восьмёрки. На церемонии открытия Игр олимпийским чемпионам 1968 года в восьмёрках было доверено право нести Олимпийский флаг. На Играх 1972 года вновь изменилась система проведения соревнований и теперь для попадания в финал необходимо было преодолеть ещё и полуфинальную стадию. Немецкий экипаж смог уверенно справиться с этой задачей, выиграв свой полуфинальный заезд. В финале сборная ФРГ не смогла защитить звание олимпийских чемпионов, заняв по итогам соревнований только 5-е место.
После окончания Игр Хоттенротт завершил спортивную карьеру. В дальнейшем сначала работал, а затем возглавил компанию отца по санитарным установкам в Ганновере.